# Péris Ieremiádis
Péris Ieremiádis (en grec moderne : Πέρης Ιερεμιάδης), né à Athènes, en Grèce, le 15 juin 1939 et mort à Athènes le 12 mai 2007, est un peintre, dessinateur et illustrateur grec,,,,,,,,,,.

## Biographie

### Débuts
Péris Iérémiadis est le fils de Miltos Iérémiadis et d’Hélène Alexandrakis. Il naît le 15 juin 1939 à Athènes, à l’aube de la seconde guerre mondiale. Son père était fils d'un commerçant de Constantinople et lui-même commerçant dans le domaine du textile et de l’habillement. Il était, dans sa jeunesse, membre de l’équipe grecque de football d’Istanbul (AEK, entre 1920 et 1930). Sa mère était issue d’une famille d’aristocrates crétois. Elle parlait et écrivait couramment le français. Les parents de Péris Iérémiadis divorcent alors qu’il est âgé d’un an. Il vit chez sa mère à Athènes, pendant l’occupation allemande. Entre cinq ans et sept ans, il suit sa mère en Afrique pour vivre chez l'un de ses oncles maternels installés au Cameroun. Sa mère se remariera et lui donnera une demi-sœur, Effi Katris. Pour des raisons médicales, Péris Iérémiadis revient vivre en Grèce et fait ses études au Phalère comme élève interne. Adolescent, il pratique la natation et le basket à un haut niveau. Il passe ses vacances d’été avec sa mère en France ou en Grèce, chez son père et ses cousins. Il est resté marqué par des vacances passées chez son oncle psychiatre qui dirigeait un institut à Athènes, se rappelant ses escapades dans les vignes, au milieu des patients. Ce goût de la liberté ne l’a jamais quitté.

### En France et ailleurs
À dix-neuf ans, Péris Iérémiadis entame ses études à l’École nationale des Beaux-Arts de Paris, dans la section peinture. Par la suite, il finance ses études en dessinant chez un architecte, Monsieur Bresky, ancien déporté polonais fixé à Paris. En 1961, il se marie avec Eveline Demangeon et de cette union, il a une fille, Katina. Ces années sont aussi des années décisives de découverte culturelle : histoire de l’art, cinémathèque (films français, italiens, américains, russes, japonais, danois, etc.), chanson populaire (Georges Brassens, Mouloudji, Édith Piaf, Félix Leclerc), philosophie (entre autres Martin Heidegger, Friedrich Nietzsche, Gabriel Marcel, Georges Bataille). Péris Iérémiadis s’engage dans le mouvement des étudiants grecs de Paris de l’époque. Parmi ses amis grecs vivant à Paris, il compte l'écrivain Lakis Apostolopoulos, le philosophe Stélios Ramfos, et le sculpteur Gerasimos Sklavos (1927 - 1967). Après les événements de 1968, il se réfugie pendant six mois dans le hameau de La Payolle, dans la vallée de Valborgne, au pied de la Corniche des Cévennes. Il vit à l’époque avec Julie Délyanny, ancienne camarade d’école du Phalère qu’il retrouve à Paris et qu’il épousera plus tard. De cette union naîtra son deuxième enfant, son fils Miltos (1975). Entre 1970 et 1972, ils vivent successivement en Allemagne et en Italie.

### En Grèce (1972-2007)
En 1972, Péris Iérémiadis revient en urgence en Grèce pour accompagner et soigner son père qui est en fin de vie. Cet événement marquera le début de son engagement religieux. Il fait son service militaire à Athènes pendant deux ans pour pouvoir récupérer son passeport. 
Il travaille comme graphiste au Ministère du Commerce grec. Il peint, dessine de manière confidentielle. 
À cette époque, il intègre un cercle d’amis intellectuels et artistes, poètes, éditeurs, écrivains et architectes, parmi lesquels on compte l'éditrice Julia Tsiakiris, le poète Nikos Panayiotopoulos,, l'homme de lettres Vassilis Dioskouridis, et l'actrice de théâtre Anna Kokkinou. 
Péris Iérémiadis porte un regard critique sur la situation grecque, à la fois sur les plans de l’éducation, de la politique et de l’écologie. Il adopte un mode de vie sobre et singulier, refuse télévision et voiture, et à partir de 1995, se réfugie plusieurs jours par semaine sur une île quasi déserte de l'archipel des Pétalii en Eubée, afin de se ressourcer et d’échapper à la vie fatigante d'Athènes. Plus tard, il se rend fréquemment sur l'île d'Égine, où l'accueille sa sœur, dans sa maison familiale. La dernière année de sa vie, il s’installe à Égine avec sa dernière compagne, Sophia Skouras, dans le hameau de Vlachydès. Il décède le 12 mai 2007, emporté par une longue maladie. Il est enterré au cimetière Zographou à Kaisariani le 14 mai 2007 en présence de sa famille, de son professeur d’école primaire et de ses amis.

## Œuvre

### Peinture
La peinture de Péris Iérémiadis est ancrée à la fois dans la tradition et dans la modernité. À partir des quatre couleurs fondamentales utilisées par le peintre de l’Antiquité Polygnote (Πολύγνωτος, 470-440), c’est-à-dire le blanc, le rouge, le jaune et le noir, il invente et développe pendant une décennie une palette très singulière. Sa peinture n’a rien de réaliste ou de naturaliste. Elle se détache d’emblée de la perspective héritée de la Renaissance, au profit d’une composition directement puisée dans son engagement religieux et inspirée par l’histoire de l’art byzantin (portraits du Fayoum, icônes et mosaïques byzantines) ainsi que de la peinture moderne, entre autres Matisse et Paul Klee. Dans les années 1970, il mène une étude très poussée de la composition des icônes qu’il copie au fusain. Puis il « entre en couleurs » en dessinant des bateaux, des paysages, des bouquets, des Saint-Georges, des natures mortes, des portraits, etc. Il se nourrit de l’art antique (statuaire, poterie, sceaux, monnaie), mais aussi du théâtre d’ombres, de l’art populaire (par exemple les tissus, les tapisseries, les peintures sur bois, ou encore les peintures murales des maisons de notables du Nord de la Grèce). Il lui arrive de peindre sur des tentures et des paravents, mais il peint principalement sur papier ou sur bois, à l'aide de teintes qu’il fabrique lui-même au moyen de pigments achetés ou récoltés dans la nature. Les dernières années, il emploie la méthode du « pigment gratté », c'est-à-dire un pigment soufflé et collé sur support blanc en bois apprêté à l’ancienne et dessin au stylet de bois dans le pigment, avec ajout d’encre noire. Ses derniers tableaux sont monochromes, au moyen de l’ocre rouge. Il expose ses œuvres principalement dans des galeries d’Athènes, mais aussi à la Maison de Chypre, à l’annexe de l’Institut français d'Athènes, au Pirée, et ce, entre 1978 et 2006.

### Collaboration à des éditions
La fréquentation de ses amis éditeurs conduit Péris Iérémiadis à participer au travail de l’édition comme illustrateur, membre du comité de rédaction, responsable de l’iconographie et de la mise en pages.  
Sa première contribution est la conception d’un portfolio consacré à l’œuvre de Yannoulis Halepas, dans les années 1970. En 2004, Péris travaillera également pour le Musée de Tinos consacré à l’œuvre du sculpteur Yannoulis Halepas (1851 – 1938).   
De 1980 à 2006, il illustre des livres pour les Éditions To Rodakio et pour les Éditions Indiktos, en particulier la première revue Erourem (n°1, 1995) avec ses barques, et la dernière revue Indiktos, dernière appellation de la revue (n°21), avec ses murs et des Saint-Georges. Dans son article paru le 20 mai 2007 dans le journal Kyriakatiki Avghi, l'écrivain grec Antonis Zervas écrit au sujet de sa collaboration à la revue Indiktos : « Les soins qu’il apportait aux éditions et les illustrations qu’il choisissait sont des éléments à part entière de son œuvre. Depuis Pikionis jusqu’à l’art islamique et chinois, en passant par les peintres grecs contemporains, tout le trésor des illustrations de la revue Indiktos est sa création personnelle, à jamais. ». Fin connaisseur des problèmes posés par la présentation d’un ouvrage, de par son contact régulier avec les livres et l’attention très rigoureuse qu’il porte à la forme, il est particulièrement sensible à la qualité des choix éditoriaux, des sujets et du ton, et son engagement prend du sens dans son parcours. Il ne s’agit pas seulement de fournir des illustrations pour agrémenter la couverture et les pages d’un livre, mais d’opérer un choix minutieux de reproductions d’œuvres d’artistes susceptibles d’entrer en résonance avec un contenu profond pour lui et de le présenter selon ses convictions d’artiste, avec sensibilité et cohérence.  
Il apportera aussi son regard et ses conseils pour l’édition de deux ouvrages majeurs sur l’œuvre de Dimitris Pikionis, aux côtés de la fille de l’architecte, Agni Pikionis (Éditions Indiktos). À noter que vingt ans auparavant, celle-ci avait confié à Péris Iérémiadis le classement des archives de son père. 

### Collaboration pour des projets d'architecture
Péris Iérémiadis met son talent de coloriste au service de l’architecture, soit de manière indépendante, pour des maisons de particuliers, le jardin d’enfants de Koukaki, ou le Monastère d’Ormylia, dans le Nord de la Grèce, soit au côté d’architectes réunis en cabinets, comme ce fut le cas pour un lycée et un hôtel en Crète.
À noter un projet d’envergure finalement abandonné pour un hôtel à Rhodes, mais qui l’a occupé pendant plusieurs années et l’a conduit à se rendre de nombreuses fois sur cette île afin de s’imprégner de l’habitat local.

### Péris et le théâtre
Péris Iérémiadis joue dès le secondaire dans la troupe de théâtre de son école. Il lit les auteurs tragiques et satiriques de l’Antiquité dans le texte. Il apprécie tout particulièrement le travail de la Compagnie de Karolos Koun (1908- 1987) dont il fréquente certains acteurs.
Amateur de théâtre, il est amené à créer les costumes et les décors d’une adaptation au théâtre « sur planche » du théâtre d’ombres de Karaghiosis (avec Anna Kokkinou dans le rôle de Karaghiosis, en 2005, au théâtre Sfendoni). Il aime et fréquente régulièrement le théâtre traditionnel de Karaghiosis dont il dessine et peint la plupart des personnages. Le théâtre d’ombres l’inspire sur le plan pictural dans ses portraits avec ses silhouettes de profil, son trait proche de la caricature, son traitement de l’ombre et de la lumière.
Dans le numéro 20 de la revue Indiktos, (en grec moderne Ίνδικτος), intitulé « Politique et civilisation », Péris Iérémiadis offre une sélection de figures et de dessins du théâtre d'ombres grec et les met soigneusement en scène.

## Expositions[11],[27],[17]
- 2015 : Exposition collective, du 1er août au 27 septembre 2015, Nepenthe and Eothina, 21 PLOES , Fondation PETROS et MARIKA KYDONIEFS, Chora, Andros.
- 2014 : Exposition posthume du 20 octobre au 29 novembre 2014, Souvenir avec peintures et dessins, Les éditions To Rodakio, Athènes[28],[11],[29].
- 2011 : Exposition posthume, 16 et 17 décembre 2011, Plaka, Athènes.
- 2010 : Exposition posthume, 12 et 13 juin 2010, au Domaine de Péré, Prissé-la-Charrière, France.
- 2007 : Couples, Art Gallery Café, Voula, Athènes[réf. nécessaire]
- 2006 : Saint Georges et autres peintures, Galerie Astra, Athènes[30],[31],[32],[33],[34],[35].
- 2004 : Dessins et croquis, Galerie Astra, Athènes[36],[37]
- 2003 : Dessins et croquis sur les fleurs, Glyfada[réf. nécessaire]
- 1998 : Peinture et dessin, La Maison de Chypre, Athènes[réf. nécessaire]
- 1995 : Barques[38], Institut français d'Athènes , Le Pirée[39]
- 1993 : Galerie Astra, Athènes[réf. nécessaire]
- 1991 : Galerie Ioni, Kifissia, Athènes[réf. nécessaire]
- 1989 : Galerie Ioni, Kifissia, Athènes[réf. nécessaire]
- 1979 : Nouvelles formes Gallery, Athènes[réf. nécessaire]
- 1978 : Dessins, Galerie des formes nouvelles, Athènes[réf. nécessaire][6]

### Ouvrages et articles publiés sur l'artiste et son travail
- (el) Lambros Kamperidis (Λάμπρος Καμπερίδης) (ill. Péris Iérémiadis), Ο ιππεύς Ο ίππος Ο δράκων : Οι Αη-Γεώργηδες του Πέρη Ιερεμιάδη (Le chevalier, le cheval, le dragon, les Saint-Georges de Péris Iérémiadis), Αθήνα (Athènes), Éditions Δόμος (Domos),‎ 2010 (ISBN 978-960-353-156-2).
- (el) Níkos Xydákis (Νίκος Ξυδάκης), journaliste, Πέρης Ιερεμιάδης, Ο ευγενής των χρωμάτων[1] (en français : « Péris Iérémiadis, Le prince des couleurs »[40]), journal Καθημερινή (Journal Kathimérini), 2007, Αθήνα (Athènes).
- (el) Antonis Zervas (ΑΝΤΩΝΗ ΖΕΡΒΑ), poète et écrivain, Πέρις Ιερεμιάδης (1939-2007), ζωγράφος[6] (en français : « Péris Iérémiadis, peintre »[41]), Η κυριακάτικη Αυγή, 2007, Αθήνα (Athènes).
- (el) Níkos Xydákis (Νίκος Ξυδάκης), journaliste, Ο Αγριόγατος των Πεταλιών, Στον Πέρη[35] (en français : « Le chat sauvage de Pétalioi- A Péris »[30]), Η Καθημερινή (journal Kathimérini), 2006, Αθήνα (Athènes).
- (el) Níkos Xydákis (Νίκος Ξυδάκης), journaliste, Τάματα και τατουάζ[37] (en français : « Ex-voto et tatouages »[42]) , Η Καθημερινή (journal Kathimérini), 2004, Αθήνα (Athènes).
- (eng) Lambros Kamperidis, illustrateur Peris Ieremiadis, The Rider The Steed The Dragon: The Saint George Icons of Peris Ieremiadis, Translator John Raffan,  Denise Harvey (Publisher), Limni (Greece), 2016  (ISBN 978-960-7120-38-0)

### Collaboration de Péris Iérémiadis à diverses éditions comme illustrateur principal
- (el) Kóstas G. Karyotákis (ill. Péris Iérémiadis), ΟΙ ΜΕΤΑΦΡΑΣΕΙΣ ΤΟΥ Γ.ΚΑΡΥΩΤΑΚΗ [« Les traductions de G. Karyotakis »], Αθήνα (Athènes), Το ΡοΔαΚιο (Rodakio),‎ 1994 (ISBN 960-7360-08-7, OCLC 165351768).
- (el) Ερουρέμ – τεύχος 1, Αθήνα (Athènes), Ίνδικτος (Indiktos),‎ 1995.
- (el) Ίνδικτος : τεύχος 21, "ΓΙΑ ΤΗΝ ΕΤΕΡΟΤΗΤΑ", Αθήνα (Athènes), Ίνδικτος (Indiktos),‎ 2006 (ISSN 1106-9279)[19].

### Collaboration de Péris Iérémiadis comme responsable iconographique
- (el) ΝΕΟΣ ΣΥΝΑΞΑΡΙΣΤΗΣ ΤΗΣ ΟΡΘΟΔΟΞΟΥ ΕΚΚΛΗΣΙΑΣ (ΔΕΥΤΕΡΟΣ ΤΟΜΟΣ), ΟΚΤΩΒΡΙΟΣ, ΙΕΡΟΜΟΝΑΧΟΣ ΜΑΚΑΡΙΟΣ ΣΙΜΩΝΟΠΕΤΡΙΤΗΣ, Αθήνα (Athènes), Ίνδικτος (Indiktos),‎ 2005 (ISBN 978-960-518-164-2)[43].
- (el) ΝΕΟΣ ΣΥΝΑΞΑΡΙΣΤΗΣ ΤΗΣ ΟΡΘΟΔΟΞΟΥ ΕΚΚΛΗΣΙΑΣ (ΤΡΙΤΟΣ ΤΟΜΟΣ), ΝΟΕΜΒΡΙΟΣ, ΙΕΡΟΜΟΝΑΧΟΣ ΜΑΚΑΡΙΟΣ ΣΙΜΩΝΟΠΕΤΡΙΤΗΣ, Αθήνα (Athènes), Ίνδικτος (Indiktos),‎ 2005 (ISBN 978-960-518-179-6)[43].
- (el) ΝΕΟΣ ΣΥΝΑΞΑΡΙΣΤΗΣ ΤΗΣ ΟΡΘΟΔΟΞΟΥ ΕΚΚΛΗΣΙΑΣ (ΤΕΤΑΡΤΟΣ ΤΟΜΟΣ), ΔΕΚΕΜΒΡΙΟΣ, ΙΕΡΟΜΟΝΑΧΟΣ ΜΑΚΑΡΙΟΣ ΣΙΜΩΝΟΠΕΤΡΙΤΗΣ, Αθήνα (Athènes), Ίνδικτος (Indiktos),‎ 2005 (ISBN 978-960-518-197-0)[43].
- (el) ΝΕΟΣ ΣΥΝΑΞΑΡΙΣΤΗΣ ΤΗΣ ΟΡΘΟΔΟΞΟΥ ΕΚΚΛΗΣΙΑΣ (ΕΚΤΟΣ ΤΟΜΟΣ), ΦΕΒΡΟΥΑΡΙΟΣ, ΙΕΡΟΜΟΝΑΧΟΣ ΜΑΚΑΡΙΟΣ ΣΙΜΩΝΟΠΕΤΡΙΤΗΣ, Αθήνα (Athènes), Ίνδικτος (Indiktos),‎ 2005 (ISBN 978-960-518-235-9)[43].
- (el) ΝΕΟΣ ΣΥΝΑΞΑΡΙΣΤΗΣ ΤΗΣ ΟΡΘΟΔΟΞΟΥ ΕΚΚΛΗΣΙΑΣ (ΔΩΔΕΚΑΤΟΣ ΤΟΜΟΣ), ΑΥΓΟΥΣΤΟΣ, ΙΕΡΟΜΟΝΑΧΟΣ ΜΑΚΑΡΙΟΣ ΣΙΜΩΝΟΠΕΤΡΙΤΗΣ, Αθήνα (Athènes), Ίνδικτος (Indiktos),‎ 2005 (ISBN 978-960-518-346-2)[43].
- (el) Αγνή Πικιώνη (Agni Pikionis), ΔΗΜΗΤΡΗΣ ΠΙΚΙΩΝΗΣ : ΠΑΙΔΙΚΟΣ ΚΗΠΟΣ ΤΗΣ ΦΙΛΟΘΕΗΣ [« Le jardin d'enfants de Philothei »], Αθήνα (Athènes), Ίνδικτος (Indiktos),‎ 2002 (ISBN 960-518-121-5).
- (el) Αγνή Πικιώνη (Agni Pikionis) et Giorgos Magropoglos, ΔΗΜΗΤΡΗΣ ΠΙΚΙΩΝΗΣ : ΕΡΓΑ ΑΚΡΟΠΟΛΕΩΣ [« Le jardin d'enfants de Philothei »], Αθήνα (Athènes), Ίνδικτος (Indiktos),‎ 2001 (ISBN 960-518-065-0)[20].
- École maternelle de Saint-Maurice-en-Trièves (ill. Jérôme Guerry et Péris Iérémiadis), Maisons d'enfants, Clelles, Communauté de communes de Clelles, 1998[44],[45].
- (el) Ερουρέμ : Ίνδικτος (revue littéraire et philosophique), Αθήνα (Athènes), Ίνδικτος (Indiktos),‎ 1995-2006 (ISSN 1106-9279)[19].
- (en) The Rider the Steed the Dragon: The Saint George Icons, 2016, Denise Harvey Limni (Greece) publisher,  (ISBN 978-960-7120-38-0).